# Дойчер, Альма
А́льма Элизабет До́йчер (англ. Alma Elizabeth Deutscher; февраль 2005, Бейзингстоук) — английский композитор, пианистка и скрипачка; в прошлом вундеркинд. В возрасте шести лет она написала свою первую фортепианную сонату. В возрасте семи лет — завершила первую оперу «Сметающий сны». В 2015 году дебютировала в качестве солистки на премьере своего первого концерта для скрипки с оркестром.
В 2015 году юный композитор представила новую оперу — «Золушка», европейская премьера которой состоялась в декабре 2016 года в Вене под патронажем знаменитого дирижёра Зубина Меты.

## Биография
Альма Дойчер — дочь англичанки Джейни Стин и израильского учёного-лингвиста Гая Дойчера.
Она начала исполнять фортепианные произведения в возрасте неполных двух лет, а в три года освоила игру на скрипке. В возрасте четырёх лет сочиняла музыкальные произведения и импровизировала на фортепиано, а уже через год начала записывать свои композиции. В письменной версии эти первые опусы были достаточно неразборчивыми, однако, когда Альме исполнилось шесть лет, её сочинения (и, в частности, первая фортепианная соната) приобрели требуемую партитурную чёткость. В 2012 году она написала свою первую короткую оперу, а через два года — скрипичный концерт, за которым последовала первая опера в полнометражном формате.
По словам её отца, в двухлетнем возрасте она знала ноты и уверенно воспроизводила их на фортепиано: «На третий день рождения я подарил ей маленькую скрипку, похожую на игрушку. Пытаясь импровизировать на ней в течение нескольких дней подряд, Альма была так взволнована и счастлива, что мы решили найти для неё преподавателя. Через несколько месяцев она уже играла сонаты Генделя».
В интервью BBC (2007) Джейни Стин поделилась своими наблюдениями: «В три года Альма услышала колыбельную Рихарда Штрауса, пришла к нам и спросила — „… как музыка может быть такой красивой?“. Она была поражена этой красотой».

## Первые публикации в СМИ
В 2012 году благодаря известному писателю, драматургу и комедийному актёру Стивену Фраю (Гая Дойчера и Фрая объединяет интерес к лингвистике), имя Дойчер впервые появилось в СМИ. Фрай создал канал «AlmaDeutscher» на YouTube. Первоначально канал Альмы Дойчер предназначался исключительно для частного просмотра её родственниками. Отец Альмы вспоминает: «Стивен Фрай увидел домашние видеосюжеты и опубликовал их в Твиттере, что привлекло внимание миллионов пользователей. Очень быстро репортёры „обрушились“ на него (Стивена Фрая) как снежный ком». Комментируя один из видеосюжетов, Фрай писал: «Просто умопомрачительно… Альма Дойчер исполняет свои собственные композиции. Новый Моцарт?». Телеоператоры прибыли в дом Дойчеров буквально на следующий день.
Объясняя свою озабоченность по поводу первоначального бурного освещения творческой деятельности Альмы, Гай Дойчер отмечает, что семья не была готова к такому интенсивному воздействию, и что для него и Джейни важнейшей задачей является защита дочери и уверенность в её счастливом детстве.

## Оперы

### Сметающий сны (2012)
Первая завершённая опера Дойчер создана по мотивам рассказа Нила Геймана «Сметающий сны» (The Sweeper of Dreams). Адаптированный текст либретто написала Элизабет Эдлингтон. Опера была представлена на конкурсе, проводимом Английской национальной оперой, но не попала в финал. Премьера оперы состоялась в Израиле в 2013 году.
В произведении рассказывается о том, что сметающий сны больше не способен исполнять свои обязанности, поскольку во время рабочих смен его интересует только выпивка. Работодатель публикует объявление о замене, которое привлекает внимание шестнадцатилетней девушки по имени Алекс Т Страмм (Alex T Strumm). Удивляясь, что она не мужчина, интервьюеры насмехаются над ней. Алекс намерена доказать свою пригодность, и в конечном итоге её принимают на работу.
В одном из интервью Альма Дойчер призналась, что предпочитает истории о девушках, преодолевающих невзгоды: «Главная героиня оперы совершила два „ужасных преступления“ — первое заключается в том, что она несовершеннолетняя, а второе — в том, что она женщина. Но несмотря на это, в конце концов, ей удается одержать победу».

### Золушка (2015)
«Золушка» — вторая полнометражная опера Альмы Дойчер, вдохновлённая сюжетом одноимённой сказки. В интервью немецкой газете Die Zeit автор рассказала, что начала работать над этим произведением в 2013 году, а через два года, в июле 2015, состоялась премьера, причём незаконченная увертюра была готова «за несколько дней до спектакля». Дойчер отмечает, что её версия истории о Золушке значительно отличается от традиционной сказки в основном потому, что всё внимание фокусируется на музыке, которая является центральной частью сюжета. По сценарию мачеха владеет оперной труппой; сводные сёстры — две бездарные горе-дивы; ну а Золушка — юный композитор, в чьей голове то и дело «возникают красивые мелодии». Она пребывает в поисках поэта-принца и, в конце концов, мелодии находят свои стихи. «Мне хотелось, чтобы Золушка мыслила самостоятельно — так же, как я. Поэтому я и сделала её композитором», — говорит Альма Дойчер. После того, как Золушка в полночь покидает бал, принц ищет не ту девушку, которой подошла бы хрустальная туфелька, как в традиционной сказке, а ту, которая сочинила прекрасную мелодию.
Премьера оперы Золушка в постановке Юлии Певзнер состоялась в июле 2015 года на фестивале камерной музыки в Кфар-Блюм (Израиль). Кроме того, в том же году Альма исполнила арию Золушки во время своего выступления на Google Zeitgeist. В декабре 2016 года под управлением и патронажем Зубина Меты, в Вене состоялась европейская премьера полнометражной оперы Альмы Дойчер «Золушка».

## Творческая мастерская
Композиции Альмы Дойчер рождаются «непроизвольно и полностью сформированными». В интервью Daily Mail она рассказала: «Музыка приходит ко мне, когда я отдыхаю. Сидя в кресле мне нравится думать о феях, принцессах и красивых нарядах». На Google Zeitgeist композитор призналась: «Когда я пытаюсь сочинить мелодию намеренно, у меня ничего не получается. Как правило, мелодия приходит ко мне, либо когда я отдыхаю, или когда я просто импровизирую, сидя за пианино, или когда упражняюсь с моей скакалкой. Я могу услышать красивую мелодию, даже когда я пытаюсь делать что-то другое, когда кто-то просто беседует со мной». «Когда мне хочется импровизировать, мелодии буквально „вылетают“ из-под фортепьянных клавиш», — объяснила Альма в интервью, проведённом Daily Telegraph в июне 2016 года.
Альма описывает свою фиолетовую скакалку как «волшебную и ключевую» часть процесса композиции: «Я размахиваю ею, и мелодии разливаются в моей голове». В 2015 году студия BBC News представила видеосюжет, в котором, напевая импровизированную мелодию, девочка размахивает скакалкой в саду, окружающем дом её семьи. Мелодии также приходят к ней во сне, вместе с другими классическими композициями, такими как Дьявольская трель Тартини. Описывая одну такую композицию-сон (тему для фортепианных вариаций ми-бемоль), Альма рассказала: «Я проснулась и, чтобы не потерять мелодию, всё записала в свой блокнот. На это ушло почти три часа. Мои родители не понимали, почему с утра я такая уставшая и не хочу вставать».
Перед сном она настраивает свой диктофон. Полностью сформированные фрагменты своей первой оперы «Сметающий сны» она также услышала во сне. Источник вдохновения Альмы — воображаемая «Трансильванская страна», населённая замечательными музыкантами: «Я создала свою страну со своим собственным языком и прекрасными композиторами. Вот их имена: Антонин Йеллоусинк, Аши, Шелл и Флара».
Альма Дойчер считает, что её, казалось бы, спонтанный стиль творчества усложняет трудоёмкую работу по созданию больших серьёзных произведений, когда мимолётная идея или непринуждённая начальная мелодия — это лишь первая часть длительного и кропотливого процесса. В интервью Google Zeitgeist композитор чётко выразила своё отношение к этой проблеме: «Многие люди думают, что самая трудоёмкая часть сочинения заключается в зарождении идеи, но на самом деле у меня нет такой проблемы. Самое сложное — культивировать эту идею, развивать её и последовательно объединять с другими замыслами. Легко „бросить в суп“ много разных ингредиентов, которые никак не сочетаются друг с другом. Необходимо разрабатывать и объединять, согласовывать и шлифовать. Для этого требуется много времени и терпения…». Кроме того, её отец отметил в интервью израильской газете Haaretz, что вдохновение Альмы акцентировано глубоким пониманием гармонии. В качестве примера он сослался на сонату Гайдна в исполнении дочери: «Большинство слушателей воспринимают её как красивую и загадочную, однако, для Альмы это „открытая книга“ знакомых гармонических прогрессий».

## Реакция критики
В основном начальная реакция критики фокусировалась на возрасте Альмы и её статусе вундеркинда. Комментируя общественное восприятие вундеркиндов и их музыкального творчества, Альма подчёркивает: «Я хочу, чтобы слушатели воспринимали мою музыку серьёзно … Иногда людям трудно воспринимать меня всерьёз только потому, что я всего лишь маленькая девочка».
Композитор Йорг Видман назвал Дойчер «экстраординарным явлением» и отметил, что раньше он никогда не встречал такой талант, как у неё.
Более поздние рецензии сосредоточены непосредственно на произведениях и выступлениях Дойчер. По данным газеты Гардиан, дирижёр Саймон Рэттл заявил, что «абсолютно поражён» ею. По свидетельству Daily Telegraph, пианист и дирижёр Даниэль Баренбойм сказал о ней: «Всё, чему нельзя научиться, у неё уже есть». Дирижёр Зубин Мета назвал Дойчер представительницей молодого поколения музыкантов, заслуживающей особого внимания: «В прошлом году она пришла на мой концерт, когда мы давали Летучую мышь … она никогда не слышала эту оперетту, но прокомментировала её как зрелый и образованный музыкант».
Пианист и педагог Арье Варди так описал свою первую встречу с Дойчер: «Мне рассказывали, что она вундеркинд, но обычно я немного скептически отношусь к этому термину, скептически и к тем, кому этот титул принадлежит, и к тем, кто его пожаловал … Несмотря на моё предвзятое отношение, в тот момент, когда я увидел эту девочку в коридоре, и она поздоровалась со мной, нельзя было не полюбить её … Я чувствую, что благодаря Альме чудо не исчезнет, ведь у неё такие широкие горизонты».
Немецкая скрипачка Анне-Софи Муттер отмечает, что в исполнительском искусстве игры на скрипке, фортепьяно и в авторском творчестве достижения этой девочки абсолютно экстраординарны: «Уже в этом возрасте её музыкальная интуиция и способность выражения указывают на исключительный талант».
Израильский композитор и музыковед Рон Вейдберг так охарактеризовал произведения Дойчер: «Самый главный талант Альмы — способность идеально согласовывать свой внутренний мир c мелодиями, которые она создаёт. Эти мелодии прекрасны потому, что отражают её внутренний мир. Немногим композиторам удаётся сочинять музыку, которая остаётся в нашей памяти и становится достоянием всех тех, кто её слушает. Альма является одним из таких композиторов».
Начиная с 2010 года официальный канал Альмы Дойчер на YouTube собрал более 3 млн просмотров.

### Сравнение с Моцартом
Её неоднократно сравнивают с Моцартом, однако, сама Альма категорично отвергает такое сравнение, заявляя, что «даже если бы она снова написала всё, что сочинил Моцарт, было бы скучно». Ей нравится быть Альмой, а не Моцартом. Семья также не поощряет это сравнение, а отец девочки справедливо утверждает, что «в истории человечества был только один Моцарт». Гаю Дойчеру не хочется, чтобы дочь чувствовала себя обременённой сравнением с другими композиторами. Когда Альму спрашивают о её музыкальных кумирах, она называет Моцарта, Шуберта и Чайковского.

## Образование и будни
Альма живёт вместе со своими родителями и младшей сестрой Хелен в Доркинге (графство Суррей, Великобритания).
Она получает домашнее образование. В пятилетнем возрасте родители записали девочку в школу, но процесс обучения вызывал у неё ощущение скуки, расстройства и неудовлетворённости. На вопрос, не хочет ли она пойти в школу в будущем, Альма отвечает: «Мне совсем не хочется посещать в школу. Мне нужно выходить на прогулку, дышать свежим воздухом и читать».
Tворческая деятельность, практические занятия и прослушивание музыкальных произведений занимают у Альмы до пяти часов в день. Она посещает различные мероприятия и экскурсии вместе с другими семьями, практикующими домашнее обучение. Младшая сестра Хелен и большинство друзей Альмы также учатся дома. Родители считают, что врождённые творческие способности дочери необходимо развивать. Домашнее образование Альмы — следствие этого убеждения и чрезмерно продолжительного учебного дня в английской школе. Кроме того, отец Альмы — противник традиционного английского музыкального образования, экзаменационной системы и механического обучения.
По классу фортепиано и скрипки Альму консультируют педагоги школы Иегуди Менухина в графстве Суррей. Кроме того, с помощью Skype она берёт уроки импровизации у Тобиаса Грэмма, музыканта, проживающего в Швейцарии.
У неё нет постоянного педагога по композиции, но «… время от времени ей помогают несколько хороших специалистов, кроме того, Альма много занимается самостоятельно».
В 2010 году Гай Дойчер охарактеризовал музыкальное творчество дочери как основную часть её воображения. В первые годы жизни Альма стала объектом лингвистических экспериментов своего отца, связанных с его профессиональными исследованиями. Как сообщалось в The Nation, он уверен, что никогда не расскажет ей о том, что небо — «синее», поскольку в древних культурах для описания неба этот термин никогда не использовался. В сознании Альмы ясное небо воспринимается как «белое». В 2010 году Гай Дойчер описал это в своей книге «В зеркале лингвистики: почему в других языковых культурах мир выглядит иначе».

## Исполнительская деятельность
В качестве солистки Альма Дойчер выступала с Израильским филармоническим оркестром, в филармонии Овьедо, Иерусалимским симфоническим оркестром и с оркестром Валлийской национальной оперы.
По словам Альмы, исполнение музыки, особенно перед аудиторией, доставляет ей огромную радость. Родители сообщили об ограничении выступлений дочери, мотивируя это тем, что выбирают наиболее благоприятные и полезные для неё варианты. Она выступала на телевизионных шоу, включая NBC, Шоу Эллен Дедженерес и Интермеццо с Ариком. Концерты и публичные выступления проходят в разных странах, в том числе в Швейцарии, Италии, Японии, Испании, Уругвае, Израиле, Англии и Германии.
Некоторые выступления состоялись при финансовой поддержке лондонского предпринимателя Дэвида Джампаоло. В январе 2016 года Альма Дойчер подписала договор с лондонским агентством классической музыки Askonas Holt.

### Интермеццо с Ариком
В 2014 году Альма Дойчер выступила в программе «Интермеццо с Ариком» на Учебном канале израильского телевидения (ведущий — пианист, дирижёр и педагог, профессор Арье Варди).
Альма исполнила импровизацию с использованием музыкальных нот, предоставленных ей случайным образом. Варди, владеющий ивритом и английским языком, задал девочке вопрос, как она импровизирует — «мысленно или с помощью пальцев?». Альма объяснила, что музыкальные импровизации рождаются в её голове иногда непреднамеренно, например, в ходе беседы с кем-либо.
Варди также поинтересовался, допускает ли она свободу импровизации и нарушает ли музыкальные правила. Сославшись на композиторов Галантного века и их приверженность к установленной музыкальной форме, Альма ответила, что остаётся в рамках музыкальных канонов.
Традиционно ведущий шоу просит своих гостей по их выбору исполнить фрагмент музыкального произведения. Альма выбрала немецкого композитора Эдуарда Маркссена, который был учителем молодого Брамса. Варди признался, что «никогда не слышал» сочинений этого композитора. Девочка мотивировала свой выбор: ей жалко, что замечательные произведения Маркссена — давно забыты. После прослушивания она исполнила сонату Скарлатти. Варди отметил, что она играла музыку Скарлатти так, как если бы сочинила её сама.

## Музыкальные сочинения
- Соната ми-бемоль для фортепиано (в возрасте 6 лет)[44]
- Анданте для скрипки (в возрасте 6 лет)[45]
- Rondino (трио) для скрипки, альта и фортепиано (в возрасте 7-8 лет)[41]
- Сметающий сны (опера) (в возрасте 7-8 лет)[46]
- Квартет ля-мажор (в возрасте 7-8 лет)[47]
- Соната для альта и фортепиано до минор (часть 1) (в возрасте 8 лет)[48]
- Квартет соль мажор, Рондо (в возрасте 8 лет)[49]
- «Ночь перед Рождеством», песня на слова Клемента Мура (в возрасте 8 лет)[50]
- Две песни из оперы «Золушка»: «Если я верю в любовь» и «Мечты» (в возрасте 8 лет)[51]
- Соната для скрипки и фортепиано (1-я часть) (в возрасте 8 лет)[52]
- Трио для скрипки, альта и фортепиано (в возрасте 9 лет)[53]
- Концерт для скрипки с оркестром (в возрасте 9 лет)[3]
- «Танец Русалок», для симфонического оркестра (в возрасте 9 лет)[54]
- Золушка, полнометражная опера (в возрасте 10 лет)[5]

После серии терактов в Париже 13 ноября 2015 года, Альма записала короткую фортепианную импровизацию, посвящённую народу Франции — Экспромт для Парижа (по мотивам антивоенной песни Геттинген французской певицы Барбары, которая сыграла миротворческую роль во время франко-германского примирения после Второй мировой войны).

## Дискография
- The Music of Alma Deutscher — CD, Flara Records 2013
- Two Songs from Cinderella — CD, Flara Records 2013
- From My Book of Melodies — CD, Sony Classical, 2019